# ایبادی
ایبادی (انگلیسی: EBuddy) شرکت نرم‌افزار هلندی است، که در سال ۲۰۰۳ تأسیس شد.